# A New Life
A New Life (bra: Até que a Vida Nos Separe) é um filme norte-americano dirigido em 1988 por Alan Alda.

## Elenco principal
- Alan Alda
- Ann-Margret
- John Shea